# Gymnobisium quadrispinosum
Gymnobisium quadrispinosum es una especie de arácnido del orden Pseudoscorpionida de la familia Gymnobisiidae.

## Distribución geográfica
Se encuentra en el sur de África y Lesoto.